# BORGChat
BORGChat är en gratis LAN chattmjukvara för kommunikation i lokalt nätverket. Där finns även en "BORGVoice" plugin vilken lägger till röstchatt  funktionalitet.